# Pomita
La pomita és un mineral de la classe dels òxids. Rep el nom per contenir polioxometalat (abreujat POM).

## Característiques
La pomita és un mineral de fórmula química Ca₃[V4+₅V5+10O37(CO₃)]·37H₂O. Va ser aprovada com a espècie vàlida per l'Associació Mineralògica Internacional l'any 2021, sent publicada l'any 2022. Cristal·litza en el sistema triclínic. La seva duresa a l'escala de Mohs és 2. És una espècie estretament relacionada amb la pseudopomita, sent les dues les primeres espècies minerals amb anions heteropolivanadats que contenen carbonats.
L'exemplar que va servir per a determinar l'espècie, el que es coneix com a material tipus, es troba conservat a les col·leccions mineralògiques del Museu d'Història Natural del Comtat de Los Angeles, a Los Angeles (Califòrnia) amb el número de catàleg: 76155.

## Formació i jaciments
Va ser descoberta a la mina Blue Streak, situada al districte miner de Bull Canyon, dins el comtat de Montrose (Colorado, Estats Units), sent aquesta mina estatunidenca l'únic indret de tot el planeta on ha estat descrita aquesta espècie mineral.